# وایسنسبرگ
وایسنسبرگ (به آلمانی: Weißensberg) یک شهر در آلمان است که در لینداو واقع شده‌است. وایسنسبرگ ۲٬۶۷۷ نفر جمعیت دارد.